# Ewald Dittmar
Ewald Dittmar (* 23. Februar 1832 in Oranienburg; † 7. Februar 1890 in Aachen) war ein deutscher Ingenieur. Er war Vorsitzender des Vereins Deutscher Ingenieure (VDI).

## Leben
Ewald Dittmar war der Sohn eines Lehrers. Nach Absolvierung der Elementarschule besuchte er in Halberstadt die Provinzialgewerbeschule. Nach einjährigem Praktikum studierte Dittmar ab 1852 am Königlichen Gewerbe-Institut in Berlin Bauwesen. Er wurde Mitglied des Akademischen Vereins Hütte und übernahm 1854/1855 den Vorsitz der neu gegründeten Zeichnungskommission. Nach Abschluss des Studiums ging er nach Eschweiler zum Eschweiler Bergwerks-Verein, für den er als Bauführer tätig war. Nach Weiterbildungen im Maurer- und Zimmermanns-Wesen ließ Dittmar sich 1857 ebenfalls in Eschweiler als Baumeister und Zivilingenieur nieder. Später übernahm er die technische Leitung der 1873 gegründeten Eschweiler Aktiengesellschaft für Drahtfabrikation.
Dittmar trat dem am 12. Mai 1856 gegründeten Verein Deutscher Ingenieure in dessen Gründungsjahr bei.  In den Jahren 1866, 1867, 1875 sowie 1881 bis 1883 war er Mitglied des VDI-Vorstands, davon 1875, 1882 und 1883 als Vorsitzender. Dem Aachener Bezirksverein des VDI, zu dessen Gründungsmitgliedern Dittmar zählte, saß er 1870 und 1878 vor.
Dittmar setzte sich noch vor Gründung der Technischen Hochschule Aachen als Vorsitzender des Aachener Bezirksvereins des VDI für die Einrichtung eines eigenständigen Lehrstuhles für Hüttenkunde ein. Als VDI-Vorsitzender sprach er sich für die Normung aus, um die deutsche Industrie konkurrenzfähig zu machen.
Dittmar war mit Hermine Förster aus Pritzwalk verheiratet und Vater von zwei Söhnen und einer Tochter. Seine Frau starb bereits 1862.